# ロモソズマブ
ロモソズマブ（英: Romosozumab）は、骨粗鬆症の治療に用いられるヒト化モノクローナル抗体であり、脊椎骨折のリスクを低下させることが確認されている。スクレロスチンを標的とする。
一般的な副作用として頭痛、関節痛、疼痛を含む注射部位反応などが知られている他、心筋梗塞、脳卒中等、心血管疾患による死亡リスクを高める可能性がある。骨密度の低い閉経後女性において、骨形成を増加させ、骨吸収を減少させることが研究で示されている。ロモソズマブは2019年に日本、米国、欧州連合で医療用として承認された。

## 効能・効果
骨折の危険性の高い骨粗鬆症

## 副作用
一般的な副作用は、頭痛、関節痛、疼痛等の注射部位反応、血管性/末梢性浮腫、発疹            などである。
重大な副作用として、低カルシウム血症、顎骨壊死・顎骨骨髄炎、大腿骨転子下および近位大腿骨骨幹部の非定型骨折が知られている。
ある臨床試験では、アレンドロネート群と比較してロモソズマブ群で重篤な心血管系イベントがより多く観察された（0.8％対0.3％）が、ロモソズマブとプラセボを比較した試験ではこのような傾向は見られなかった。しかしこれを受けて、日本の添付文書には、「心血管系事象（虚血性心疾患又は脳血管障害）の発現割合がアレンドロン酸ナトリウム群に比較して本剤群で高い傾向が認められている。」との警告が表記されている他、米国の添付文書でも「心臓発作、脳卒中、心血管死のリスクを増加させる可能性があり、過去1年以内に心臓発作または脳卒中を起こしたことのある患者には使用すべきではない」という黒枠警告が記載されている。大規模な実臨床試験においては、ロモソズマブの処方は他の骨同化療法と比較して心血管系の有害事象が少なかったと報告されている。

## 承認
ロモソズマブは、2019年1月に日本で、2019年4月に米国で、2019年12月に欧州連合で医療用として承認された。
英国国立医療技術評価機構（NICE）は、イングランドとウェールズにおけるロモソズマブの使用を推奨しないことを暫定的に決定した。